# 德米特里夫
50°12′13″N 24°37′53″E / 50.20361°N 24.63139°E
德米特里夫（烏克蘭語：Дмитрів），是烏克蘭西部的村莊，隸屬利維夫州的舍普季茨基區。該村面積4.64平方公里，海拔高度220米，2001年人口1,476，人口密度每平方公里318.24人。